# Хоенелен
Хоенелен (њем. Hohenöllen) општина је у њемачкој савезној држави Рајна-Палатинат. Једно је од 98 општинских средишта округа Кузел. Према процјени из 2010. у општини је живјело 383 становника. Посједује регионалну шифру (AGS) 7336043.

## Географски и демографски подаци
Хоенелен се налази у савезној држави Рајна-Палатинат у округу Кузел. Општина се налази на надморској висини од 312 метара. Површина општине износи 5,2 km². У самом мјесту је, према процјени из 2010. године, живјело 383 становника. Просјечна густина становништва износи 74 становника/km².